# Chae Ri-na
Chae Ri-na (3 de febrero de 1978) es una cantante surcoreana. 

## Carrera
Es una exmiembro de los grupos Diva y Roo'ra, lanzó un álbum en solitario, The First Step en el año 2002. 
A partir de 2006, junto a Yuri de Cool formó un dúo llamado Girl Friends publicando dos álbumes ''Another Myself'' (2006) y ''Addict 2 Times'' (2007).

## Educación
Asistió al Seoul Girls' High School.